# Anna Sophie von Sachsen-Gotha-Altenburg

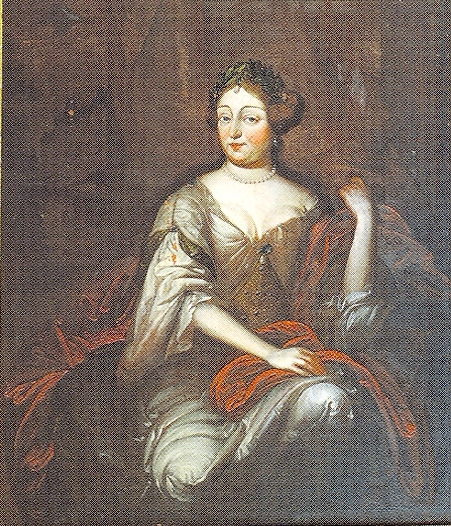
Anna Sophie von Sachsen-Gotha-Altenburg, Fürstin von Schwarzburg-Rudolstadt

 Anna Sophie von Sachsen-Gotha-Altenburg (* 22. Dezember 1670 in Gotha; † 28. Dezember 1728 in Rudolstadt) war eine Prinzessin von Sachsen-Gotha-Altenburg und durch Heirat Fürstin von Schwarzburg-Rudolstadt.

## Leben
Anna Sophie war die älteste Tochter des Herzogs Friedrich I. von Sachsen-Gotha-Altenburg (1646–1691) aus dessen Ehe mit Magdalena Sibylle (1648–1681), Tochter des Herzogs August von Sachsen-Weißenfels.
Sie heiratete am 15. Oktober 1691 auf Schloss Friedenstein Graf Ludwig Friedrich I. von Schwarzburg-Rudolstadt (1667–1718). Im Jahr 1710 wurde ihr Mann in den Reichsfürstenstand erhoben und Anna Sophie erste Fürstin von Schwarzburg-Rudolstadt. Drei Jahre später wurde im Land die Primogeniturordnung eingeführt, wodurch Anna Sophies ältester Sohn Erbe seines Vaters wurde.

## Nachkommen
- Friedrich Anton I. (1692–1744), Fürst von Schwarzburg-Rudolstadt

⚭ 1. 1720 Prinzessin Sophie Wilhelmine von Sachsen-Coburg-Saalfeld (1693–1727)
⚭ 2. 1729 Prinzessin Christina Sophie von Ostfriesland (1688–1750)
- Amalie Magdalene (*/† 1693)
- Sophie Luise (1693–1776)
- Sophie Juliane (1694–1776), Nonne im Kloster Gandersheim
- Wilhelm Ludwig (1696–1757)

⚭ 1726 (morg.) Henriette Caroline Gebaür (1706–1794), „Freifrau von Brockenburg“ 1727
- Christine Dorothea (1697–1698)
- Albrecht Anton (1698–1720)
- Emilie Juliane (1699–1774)
- Anna Sophia (1700–1780)

⚭ 1723 Herzog Franz Josias von Sachsen-Coburg-Saalfeld (1697–1764)
- Dorothea Sophia (1706–1737)
- Luise Friederike (1706–1787)
- Magdalena Sibylle (1707–1795), Nonne im Kloster Gandersheim
- Ludwig Günther II. (IV.) (1708–1790), Fürst von Schwarzburg-Rudolstadt

⚭ 1733 Gräfin Sophie Henriette Reuß zu Untergreiz (1711–1771)